# Michael Scandolera
Michael George „Mike“ Scandolera (* 19. August 1959) ist ein australischer Badmintonspieler.

## Karriere
Michael Scandolera nahm 1989 an der Badminton-Weltmeisterschaften teil. Er wurde dabei 17. im Herrendoppel und 65. im Herreneinzel. Bei den Commonwealth Games 1986 gewann er Bronze mit dem australischen Team und Gold im Mixed mit Audrey Tuckey. Auch 1982 hatte er schon Bronze mit dem Team bei den Commonwealth Games gewonnen. 1982 wurde er auch australischer Meister im Mixed.

## Sportliche Erfolge
| Saison | Veranstaltung              | Disziplin    | Platz | Name                               |
| ------ | -------------------------- | ------------ | ----- | ---------------------------------- |
| 1982   | Commonwealth Games         | Team         | 3     | Australien                         |
| 1982   | Australische Meisterschaft | Mixed        | 1     | Mike Scandolera / Maxine Evans     |
| 1986   | Silver Bowl                | Herrendoppel | 1     | Mike Scandolera / Darren McDonald  |
| 1986   | Commonwealth Games         | Mixed        | 1     | Mike Scandolera / Audrey Tuckey    |
| 1986   | Commonwealth Games         | Team         | 3     | Australien                         |
| 1986   | Australische Meisterschaft | Herrendoppel | 1     | Peter Roberts / Michael Scandolera |
| 1987   | Australia Open             | Mixed        | 1     | Michael Scandolera / Rhonda Cator  |
| 1988   | Silver Bowl                | Herrendoppel | 1     | Gordon Lang / Mike Scandolera      |
| 1989   | Weltmeisterschaft          | Herreneinzel | 65    | Mike Scandolera                    |
| 1989   | Weltmeisterschaft          | Herrendoppel | 17    | Mike Scandolera / Gordon Lang      |